# Han Ploča
Han Ploča är en ort i Bosnien och Hercegovina.   Den ligger i entiteten Federationen Bosnien och Hercegovina, i den centrala delen av landet, 17 km väster om huvudstaden Sarajevo. Han Ploča ligger 518 meter över havet och antalet invånare är 388.
Terrängen runt Han Ploča är huvudsakligen lite kuperad. Han Ploča ligger nere i en dal.Runt Han Ploča är det ganska tätbefolkat, med 93 invånare per kvadratkilometer.. Närmaste större samhälle är Sarajevo, 16,6 km öster om Han Ploča. 
Omgivningarna runt Han Ploča är en mosaik av jordbruksmark och naturlig växtlighet.